# Mjöasjön (Fagereds socken, Halland, 634586-132136)
Mjöasjön är en sjö i Falkenbergs kommun i Halland och ingår i Ätrans huvudavrinningsområde. Sjön är 14,2 meter djup, har en yta på 0,248 kvadratkilometer och befinner sig 133,2 meter över havet.

## Delavrinningsområde
Mjöasjön ingår i det delavrinningsområde (634398-131765) som SMHI kallar för Ovan Skärshultaån. Medelhöjden är 129 meter över havet och ytan är 26,01 kvadratkilometer. Räknas de 6 avrinningsområdena uppströms in blir den ackumulerade arean 131,7 kvadratkilometer. Högvadsån som avvattnar avrinningsområdet har biflödesordning 2, vilket innebär att vattnet flödar genom totalt 2 vattendrag innan det når havet efter 49 kilometer. Avrinningsområdet består mestadels av skog (85 %). Avrinningsområdet har 0,72 kvadratkilometer vattenytor vilket ger det en sjöprocent på 2,8 %.